# Egidia Bruno
Egidia Bruno (Latronico, ...) è un'attrice, regista teatrale e drammaturga italiana.

## Biografia
Laureata al DAMS di Bologna, si diploma come attrice presso la Scuola di Teatro Galante Garrone. 
Ha lavorato in teatro con Nanni Loy, Marco Baliani, Elio De Capitani. 
Con la produzione Bambine, regia di Maria Maglietta, vince il premio E.T.I. Teatro Ragazzi.
È del 1998 il suo primo monologo Io volevo andare in America e invece... so' finita in India, scritto con Riccardo Piferi, già autore di Paolo Rossi.
Nel 2001 interpreta Non sopporto le rose blu, produzione di Marie Belotti, regia di Romeo Schiavone.
Nel 2002 vince il premio Massimo Troisi col racconto La mascula, pubblicato da Colonnese Editore, prefazione di Lello Arena, che diventa un monologo teatrale (La Mascula) con la regia e le musiche di Enzo Jannacci. La collaborazione con Jannaci proseguirà con La storia del mago del 2004. 
In televisione lavora con Serena Dandini e i fratelli Guzzanti (Rai 2, Pippo Chennedy Show) e con Gene Gnocchi (Rai 3, L'almanacco del Gene Gnocco). Per la Tv Svizzera lavora con Enzo Iacchetti (Iacchetti Night Show). 
In cinema lavora nel film Del perduto amore con la regia di Michele Placido. È nel gruppo di C.U.L.T., la Satira Politica di Zelig, con Antonio Cornacchione. 
Nel 2006 con Marisa Miritello scrive e interpreta Antigone 2000 d. C., 'na traggedia.
Nell'estate del 2011 va in scena con W l'Italia.it… Noi non sapevamo, scritto con M. Belotti , canti a cura di Francesca Breschi, pubblicato da Rubbettino Editore, prefazione di Antonio Calbi.
Con questo lavoro, vince il Premio Internazionale Teatro dell’Inclusione T. Pomodoro. In giuria: L. Ronconi, L. Dodin, F. Flamand, L. Pasqual, E. Barba, L. Pomodoro. 
Nel luglio 2013 partecipa alla Milanesiana di Elisabetta Sgarbi con La Lucana e il Milanese, un testo sul suo rapporto artistico e umano con Enzo Jannacci. 
Nel 2014, per E.S. Teatro, Lugano, Svizzera, e la regia di Emanuele Santoro, è l'interprete femminile in Zozòs di Giuseppe Manfridi. 
Nel febbraio 2015 recita in No Tu No - Omaggio a Enzo Jannacci, scritto con M. Belotti e gli arrangiamenti musicali di Alessandro Nidi.
Nell'autunno del 2015 interpreta la narrazione teatrale Cunti di casa una produzione del Parco Nazionale del Pollino e NaturArte Basilicata.
Nel settembre 2016 è l'interprete del monologo Mille anni: l'inizio, tratto dal romanzo Premio Campiello Mille anni che sto qui di Mariolina Venezia, prodotto da Matera capitale 2019, per Materadio Rai Radio 3. Per questo ruolo, vince nuovamente il Premio Internazionale Teresa Pomodoro come miglior interprete. 
A novembre 2018 presenta il suo nuovo spettacolo Ne veryu - Non ci credo K. S. Stanislavskij, con le musiche composte ed eseguite alla fisarmonica da Vladimir Denissenkov. 
Ad Agosto 2020 insieme a Vincenzo Vecchione crea e sviluppa il progetto TRACKS - Installazione Teatrale per una persona alla volta -, progetto che si trasforma in TRACKS - Performance poetica digitale- per una persona alla volta sulla piattaforma ZOOM, che si evolve poi in TRACKS VR - Performance poetica in Realtà Virtuale -
Nel 2021 porta in scena il monologo "ROSELLA", scritto insieme ad Alberto Saibene.
Sempre nel 2021 è autrice e regista del monologo Da Lì - Autoritratto molle con trasloco - per la compagnia Teatro Luna Parco
Nel 2022 scrive il testo e cura la regia dello spettacolo teatrale "Alla Luce" per il collettivo Lediecilune, Nascere bene Ticino.
A giugno 2023 è ospite insieme a Paolo Jannacci e altri artisti del programma "Sempre allegri bisogna stare" l'omaggio a Enzo Jannacci della RSI.
Nel 2023, inoltre, cura la regia dell'opera "L'incoronazione di Poppea" per il progetto BaroccoLab del Maestro Gianluca Belfiori Doro per il Conservatorio Giovan Battista Martini di Bologna.
Con l'attore Alessandro Rivola e Vincenzo Vecchione forma la compagnia A4 che da circa vent'anni propone Reading Teatrali quali Le stagioni dell'amore, Storie della fine, Ti scrivo da lontano, Dante Vive e altre tra cui nel 2023 Oltre i Muri andato in scena allo Spazio Teatro No'hma di Milano.
Dal 2008 insegna recitazione al Mat (Movimento Artistico Ticinese) di Lugano. Per la Compagnia Mat nel 2021 è autrice e regista della pièce Eclaircie, nel 2020 cura l'adattamento liberamente tratto da Aspettando Godot e la regia di LOOP, nel 2023 la regia di Ipocondria e altre storie.

## Filmografia
- Del perduto amore, regia di Michele Placido (1998)
- Imma Tataranni - Sostituto procuratore, regia di Francesco Amato - serie TV, episodio 1x03 (2019)

## Programmi televisivi
- Pippo Chennedy Show
- L'almanacco del Gene Gnocco
- Iacchetti Night Show

## Teatro
- Bambine, regia di Maria Maglietta
- Io volevo andare in America e invece... so' finita in India (1998)
- Non sopporto le rose blu, produzione di Marie Belotti, regia di Romeo Schiavone (2001)
- La mascula, regia di Enzo Jannacci (2002)
- Zozòs (2014)
- No Tu No - Omaggio a Enzo Jannacci (2015)
- Cunti di casa (2015)
- Mille anni: l'inizio (2016)
- Ne veryu - Non ci credo K. S. Stanislavskij (2018)
- ROSELLA (2021)

## Pubblicazioni
- Egidia Bruno, La mascula, prefazione di Lello Arena, Colonnese Editore, 2002.
- Egidia Bruno e M. Belotti, W l'Italia.it… Noi non sapevamo, a cura di Francesca Breschi, prefazione di Antonio Calbi, Rubbettino Editore, 2011.

## Riconoscimenti
- Premio E.T.I. Teatro Ragazzi
- 2002 – Premio Massimo Troisi
  - per il racconto La mascula
- 2011 – Premio Internazionale Teresa Pomodoro
  - per W l'Italia.it… Noi non sapevamo
- 2016 – Premio Internazionale Teresa Pomodoro
  - miglior interprete per Mille anni: l'inizio